# Талышский фольклор

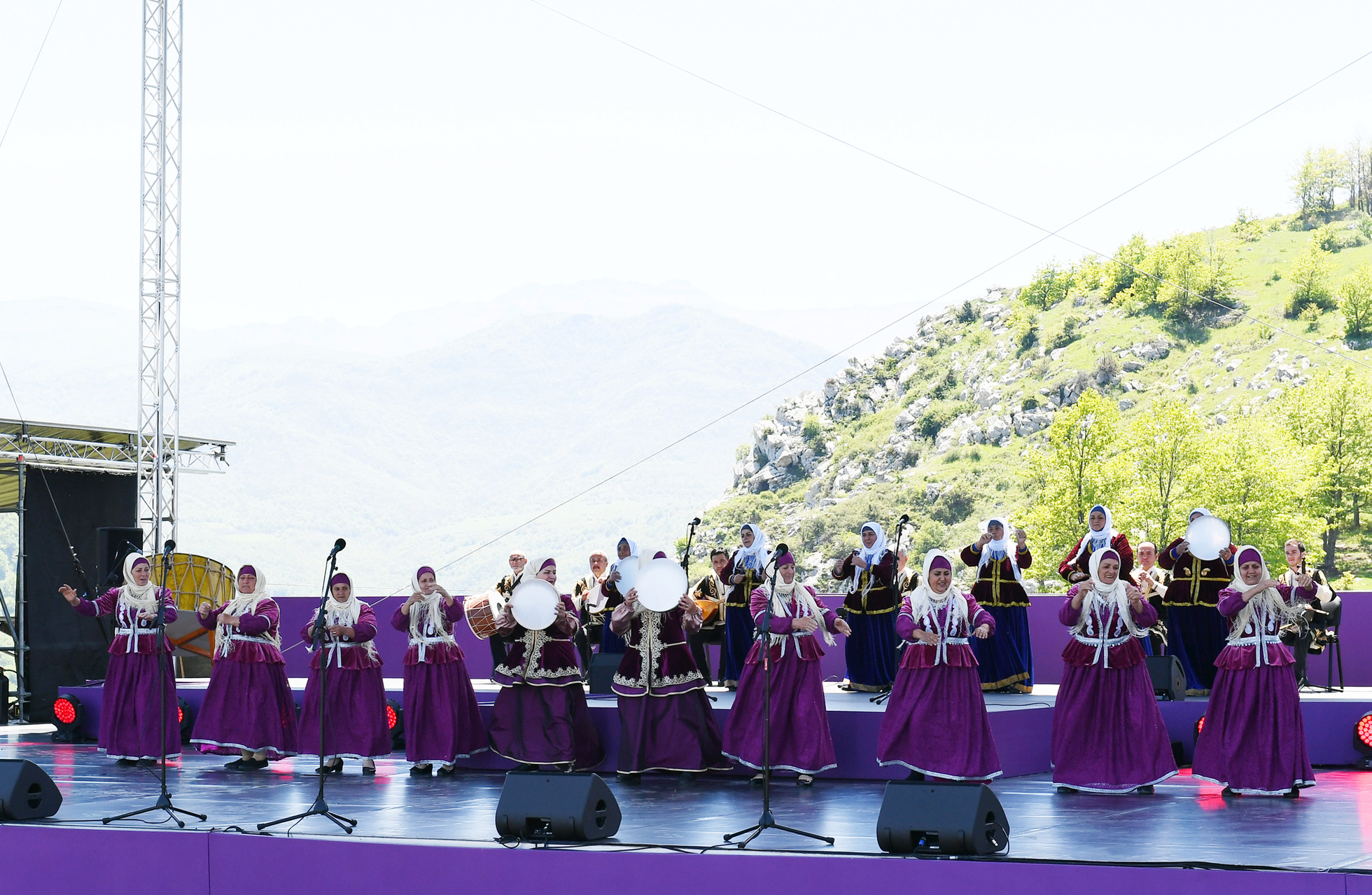
Фольклорные коллективы «Бабушки» (Ленкоранский район) и «Ветераны» исполняют талышскую песню на фестивале «Хары-бюльбюль» (Шуша, 2021 год)

Талышский фольклор (тал. Tolyšə folklor) — устное народное творчество талышского народа, представленное трудовыми, обрядовыми и бытовыми песнями, баятами, плачами, сказками, мифами, легендами, преданиями, наставлениями, нравоучениями, анекдотами, пословицами, поговорками, загадками, играми.

## История
Исследователи заинтересовались талышским фольклором ещё в XIX веке. Первое отражение талышского фольклора было в 1842 году в работе русского ираниста А. Ходзько «Specimens of the popular poetry of Persia» и в работе П. Ф. Рисса «О талышинцах, их образе жизни и языке» в которых были опубликованы примеры талышских песен. Позже учитель Теймурбек Байрамалибеков в «Сборнике материалов для описания местностей и племён Кавказа» за 1894—1899 года, отразил талышские сказки, легенды и поверья.
В 1920—1930-х годах был дан новый импульс к изучению талышского фольклора, в рамках политики коренизации этнографами изучался талышский фольклор, лингвистами талышский язык, существовал талышский колледж, были созданы школы на талышском языке, издавались газеты на талышском языке, а также имелось радио вещающее на талышском языке.
В 1920 году создаётся «Общество изучения талышского края», талышский поэт, фольклорист Музаффар Насирли участвует в данном обществе и знакомится с исследователем талышского языка и фольклора ученым-иранистом Б.В. Миллером. Б. В. Миллер с профессором В. Хулуфлу принимали участие в научных экспедициях в связи с изучением талышского языка, поиском образцов фольклора. Свою основную работу М. Насирли проводил в сборе талышского фольклора и отражении его печати.
Талышские газеты («Сыа Толыш»), журналы отразили примеры фольклора А. Ходзько, И. Н. Березина, П. Ф. Рисса, Б. А. Дорна, Дж. Моргана, Б. В. Миллера и других авторов.
В 1930-м году в ставшей классикой работе «Талышские тексты» известный иранист Борис Всеволодович Миллер отразил талышские анекдоты, небольшие рассказы, песни, сказки, пословицы и составил небольшой талышско-русско-французский словарь.
18 ноября 1928 года Музаффара Насирли в Баку выступает на азербайджанском радио и исполняет 4 талышские песни. Также есть указания на то, что в Ленкорани в 1938 году организуется редакция радио, и первым редактором радио становится Музаффар Насирли.
В газете «Сыа Толыш» («Красный Талыш») Насирли публикует статью: «Несколько слов о талышском фольклоре». В статье он показывает, что изучая фольклор народа мы сможем лучше понять историю и современную жизнь. Он замечает важную роль именно женской части населения в хранении и передачи талышского фольклора. Также в статье Насирли приходит к выводу, что собирая фольклор на разных говорах талышского языка необходимо при сборе отражать оригинальный говор, не подвергая его изменению при написании. Чтобы талышские образцы фольклора не потерялись Насирли предлагал собирать, записывать, печатать его в книгах и газетах, тем самым популяризовать талышскую фольклористику.
В 1931 году Насирли собирает первую часть примеров талышского фольклора и печатает книгу «Talьş Mahnьlarь» («Талышские песни»). Насирли подготовил эту книгу в 1929 году, после она была переведена на азербайджанский язык и в 1931 году от имени общества изучения Азербайджана выходит в печать. В книгу вошли талышские песни на разные темы, от крестьянского быта до отражения коммунистических идей.
В период Большого террора 1936—1938 года талышская интеллигенция (Ахмедхзаде З., Мирсалаев Б., Насирли. М, Ахундов Ш.) была репрессирована, талышские школы, газеты закрыты, само название народа исчезло. Талышам в этот период и вплоть до 1989 года было велено называться азербайджанцами. Соответственно это коснулось и фольклора, в этот промежуток времени талышский фольклор переводился на азербайджанский язык и презентовался как «Фольклор Азербайджана», как «Ленкорань-Астаринский фольклор». И в наши дни такая тенденция сохраняется и иногда в книгах талышский фольклор представляется как «Южный фольклор».
После распада СССР талышская культурная деятельность активизировалась, образцы талышских сказок, легенд, песен, пословиц, поговорок начали вновь печататься в книгах и открывшихся талышских газетах. Уйма примеров талышского фольклора отражено в талышских газетах «Толыши садо», «Толыш», «Талышский вестник», «Шавнышт».
В 2010 году с целью полного изучение и исследование Талыша в социально-экономическом, историко-этнографическом, археологическом, литературном и лингвистическом отношениях была создана Талышская Национальная Академия. В вестнике академии публикуются образцы талышского фольклора, неизданные исторические документы, связанные с Талышом, и неопубликованные прежде работы ранних исследователей.
Ряд черт талышского фольклора, сохраняющего свою самобытность, роднит его с фольклором соседнего населения Азербайджана, Гиляна и Мазандерана. Большой интерес представляют, в частности, талышские предания о сказочных богатырях — дэвах, аналогичные преданиям мазандеранцев и гиляков, а также рассказам о дэвах в «Шах-намэ».
В 2019 году Институтом фольклора Национальной академии наук Азербайджана была издана книга «Талышский фольклор», в которой на азербайджанском и талышском языках были опубликованы образцы фольклора талышей Азербайджана (северный Талыш) (сказки, легенды, песни, пословицы, загадки и пр.).

## Песни
Основными видами талышских песен являются трудовые, свадебные и бытовые. Наиболее популярными талышскими песнями являются «Занги ярым», «Дилбар» («Любимая»), «Лоло», «Дынйо» («Мир»). Из авторских песен популярна песня талышского поэта Али Насира «Гиляво» («Южный ветер»), посвящённая северному и южномуТалышистану.

### Халай
Халай (тал. Һалај) и Холло (тал. Һолло) — талышские хороводные песни. Халай состоят из семи пар, то есть из 14 песен. Характерная особенность: исполнялись они только женщинами, поэтому и в народе известны как женские песни. Однако есть сведения, что в прошлом и молодые мужчины принимали участие в исполнении халаев, составляя противоположную сторону в хороводе. В хороводе во главе каждой шеренги стояла более опытная исполнительница с бубном в руках, распевающая основной текст песни, за которой остальные повторяли припев песни (махнийеса).
Сам халай устраивался в двух важных стадиях свадебного церемониала — в свадьбе невесты «кройки платья» (тал. Оләтәбырын) и в большой мужской свадьбе (тал. Јолә вәјә). Каждая из семи пар цикла имела своё место и особое значение, требующее обязательного объяснения. Древний талышский фольклор проявляется в меланхолических песнях Халай — эти танцы архаичны и почти забыты в других местах, но все ещё здесь живут, и особый его тип — «медленный Халай» (например, «Ай лоло»), принадлежит только талышскому фольклору.
Узеир Гаджибеков таким образом высказался о талышском хоре: «Некоторое разнообразие в форму хорового пения внесли талыши, живущие на территории нынешнего Ленкоранского района Азербайджанской ССР. Они делили хоры на две группы и когда первая из них протяжно заканчивала мелодию, вступала вторая группа, повторяя в том же тоне мелодию. Бывали в хорах и запевалы, при этом хор лишь подхватывал конец мелодии, исполняемой солистом. Применялся иногда в коллективном пении приём, называемый „зиль-бям“: низкие голоса пели октавой ниже, чем высокие.»

### Алола
Алола (тал. Әлолә) — песенный жанр из 2-3-х строчных напевов имеющих в строке 7 гласных звуков. По мнению Б. Ф. Миллера жанр сравнимый с гатами из Авесты по своей структуре. Поздние алола в ходе развития уже имеют 3-4-х строчные формы. Тематика алола затрагивает обычную жизнь, любовь, социально-политические события.

### Махне
Махне (тал. Маһне) — элемент народной поэзии, охарактеризовывается, как любовная поэзия. В махне говорится о горечи разлуки, измене, муках ревности, бросаются вызовы клеветникам. Махне это 11-сложные четырёхстрочные строки.
Тематика махне имеет три общие группы:
- любовная лирика;
- чужаки и чужбина;
- религиозное содержания.

Талышское махне имеет целый пласт полевых песен — «тукә маһне», которые сопровождают трудовую деятельность. Такие песни исполнялись на рисовых чеках при посадке и сборе риса.

## Сказки

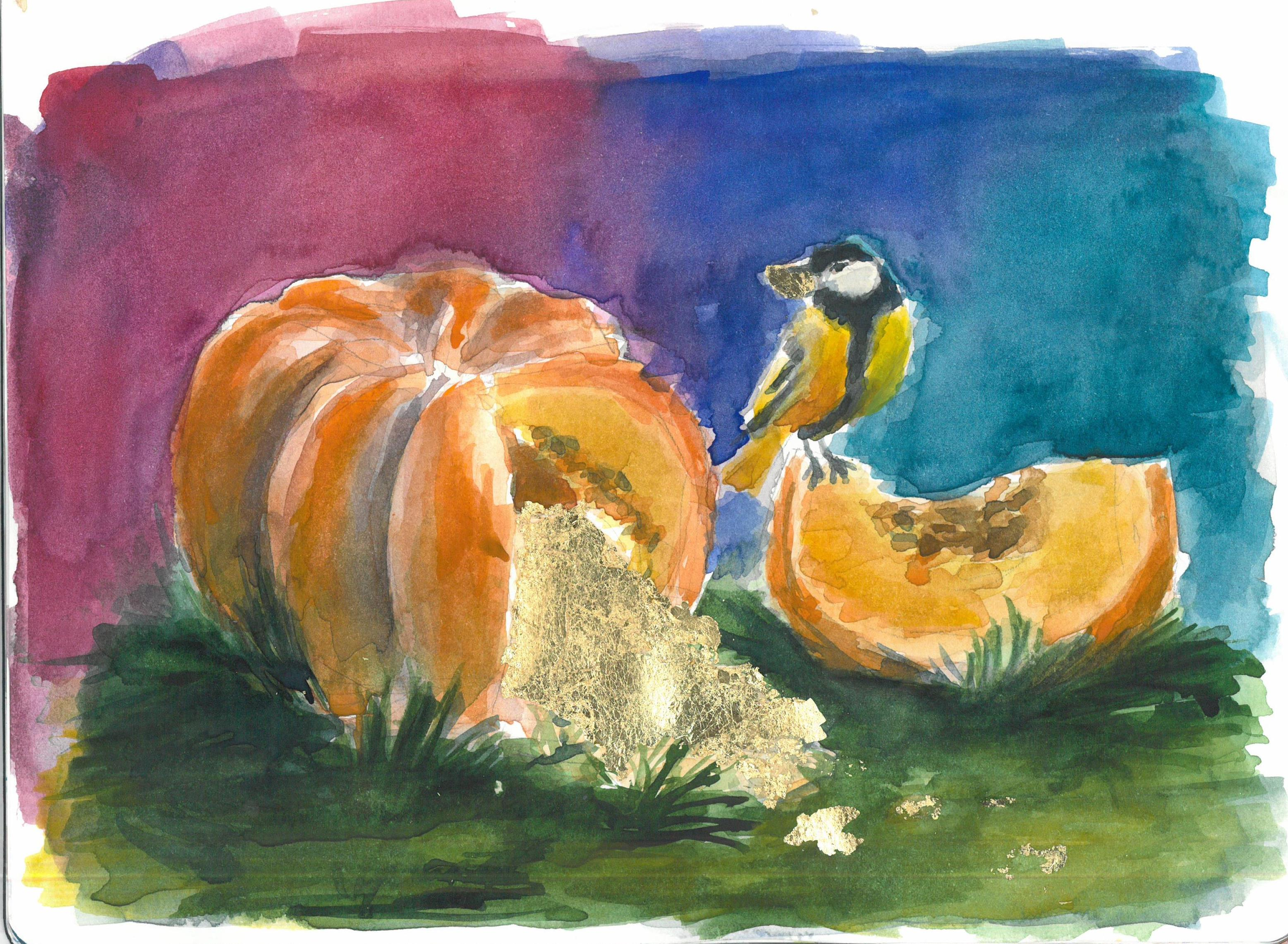
Kuəzingi nəǧyl (Рисунок по талышской сказке)

Талышские сказки (тал. Толышә нәғылон) — произведения устного творчества талышского народа. Сказки и легенды каждого народа — одна из важнейших составляющих духовной культуры, которая, как и другие образцы устного народного творчества, воплощает его этническое сознание. Талышские сказки и легенды, дошедшие до наших дней, опираясь своими корнями на Авесту и пройдя через слои истории, занимают очень высокое положение в культуре талышей. Они призывают читателей к сохранению человеческого достоинства, духовных ценностей и чувства чистой любви, что особенно актуально для нашего времени, рекомендуют постоянно возвышать принципы доброты и гуманизма.

## Легенды
В талышских легендах (тал. Толышә әфсонон) созданных в далёкой старине и дошедших до нас из глубины веков произведениях народного фольклора запечатлены основные нравственные заповеди талышского народа, которые, имея наднациональный, надэпохальный характер, несут человечеству крайне востребованные сегодня идеи гуманизма, любви и добра.

## Пословицы
Талышские пословицы (тал. Јолон сыхан) отражают накопленную мудрость из различных моментов жизни. Пословицы отражают различные темы, в положительном ключе описывают дружбу, торговлю, уважение друг к другу, нравоучения к женщинам и детям, любовь к родине и, наоборот, отрицательно трусость, вражду и так далее.
- Брать в долг легко, тяжело возвращать.
- Вор без следов не бывает.
- Гость отвлекает хозяина.
- Дружи с собакой, но палку из рук не выпускай.
- Если даже судьба человека будет на горе, то всё равно она его настигнет.
- Женщина бывает, что равна десяти мужчинам.
- Знающий один язык — один человек, знающий десять языков — равен десяти людям, а не знающий родного языка и вовсе не человек.
- И на луне пятна есть.
- Конь коня в долг чешет.
- Лев умер, у шакалов свадьба началась.
- Мужчина не меняет слова.
- Если бы слова стоили денег то никто бы не разговаривал.
- Силён тот кто может потушить свою ярость.
- Сын в отца пойдёт, а дочь в мать.
- Горячий тандир сам по себе хлеб не испечёт.

## Загадки
Загадки (тал. Бызулон) весьма интересный элемент фольклора, отражающий живость мышления народа, создающего загадку.
Талышские загадки:
Стоит мужчина облокотившись на забор,
И карманы его полны корицы.
(Бобы)
Сам размером — малютка,
А волосы сто метров.
(Игла)
Снизу берёшь — полно,
Сверху берёшь — пусто.
(Шапка)
Здесь кричит,  а там воюет.
(Оружие)
На белом море жёлтая утка.
(Желток)
Днём и ночью в пути,
И никак не устаёт.
(Река)